# In memoriam Johan Svendsen
In memoriam Johan Svendsen is een verloren gegane compositie van Johan Halvorsen.
De componistenfamilies van Johan Halvorsen, Edward Grieg en Johan Svendsen waren met elkaar verstrengeld: men was minstens goede vrienden van elkaar en van Christian Sinding. Toen Johan Svendsen op 14 juni 1911 in Kopenhagen overleed haalden Halvorsen en dirigent Iver Holter met weduwe Juliette Svendsen zijn resten op. De bijzetting vond plaats op 20 juni 1911 in de Vor Frue Kirke in Kopenhagen. Vervolgens bracht het trio de urn met Svendsens as naar Oslo. De "begrafenisceremonie" begon aldaar op 23 juni 1911 in de Trefoldighetskirken in Oslo. Waarschijnlijk heeft daar het In memoriam Johan Svendsen geklonken, maar zekerheid is er niet, aangezien alles verloren is gegaan. Johan Halvorsen gaf leiding aan het plaatselijk orkest, Iver Holter aan het koor. Er werd die dag muziek uitgevoerd van de overleden componist. Uitgevoerd werd het andante uit Symfonie nr. 2 en Andante funebre. Voorts werden enige liederen gezongen uit Aftonröster van Svendsen. Ook werd er muziek van Grieg gespeeld.